# Casa do Santo Novo
A Casa do Santo Novo é um palacete com traços neoclássicos, localizado no centro urbano da cidade de Fafe, que remonta à segunda metade do século XIX. Atualmente, está instalada neste edifício a Casa Municipal de Cultura de Fafe, assim como os Museus das Migrações e da Imprensa da cidade.  

## História
O palacete pertenceu à aristocrática e numerosa família do “Santo”. A família vivia num solar brasonado na Avenida das Forças Armadas, mas devido ao crescimento da mesma, construiu uma moradia mais espaçosa e confortável. Assim, a antiga moradia passou a designar-se “Casa do Santo Velho”, enquanto a nova designou-se por “Casa do Santo Novo”. 
A Casa foi construída por José Leite Pinto Saldanha de Castro (1827-1902) e a sua construção durou de 1859 a 1869. Alguns dos capitais nela investidos foram de dois emigrantes brasileiros pertencentes à família: Bento de Castro Abreu Leite e Fernando de Castro Abreu Magalhães. As casas dos emigrantes do Brasil marcaram decididamente a fisionomia de Fafe no final do século XIX, inícios do século XX, sendo pontos de estruturação dos espaço urbano e assumindo-se com um valor arquitetónico caracterizador de uma época. Após construir fortuna no Brasil, os fafenses regressados construíram residências, compraram quintas, criaram as primeiras indústrias, construíram obras filantrópicas e participaram na vida pública e municipal, dinamizando a vida económica, social e cultural.  A Casa do Santo Novo é um desses exemplos. 
A Casa manteve-se no seio da família enquanto existiram irmãos solteiros. Já na década de 40 do século XX, o Externato Municipal de Fafe instalou-se no rés-do-chão do edifício. Depois, em 1958, a Casa foi vendida à Câmara Municipal de Fafe para lá se instalar a Escola Industrial e Comercial, para além do Externato. As duas escolas funcionaram até ao 25 de Abril de 1974. Depois de funcionar brevemente como Escola Secundária, o edifício ficou sem utilização, até ser instalada a Casa Municipal da Cultura, em 1984. 
À medida que foi recuperada, a Casa voltou a ganhar dinamismo nos seus espaços, sendo palco de inúmeras atividades recreativas e culturais. 

## Arquitetura
A Casa do Santo Novo é um palacete neoclássico inserido no contexto das chamadas "Casas dos Brasileiro", em Fafe. A planta é retangular, com três alas, com volumetria de dominante horizontal, que é quebrada pelo verticalismo da ala central. A ala central é rematada tanto na fachada principal como na posterior por um frontão triangular. O remate das alas laterais na fachada principal é feito por platibanda com urnas nos extremos. As fachadas são rasgadas regularmente por vãos de verga reta. A fachada principal é revestida a azulejo de padrão floral, que imita o padrão pombalino. 
O seu interior é organizado em torno da monumental escadaria central, iluminada por uma claraboia com janelas interiores e decoração de estuque. O acesso a esta é feito por amplo vestíbulo de receção.

O piso térreo está atualmente bastante modificado, originalmente com espaços de serviço e lojas. O segundo piso tinha salas, quartos e espaços de serviço. O terceiro piso tinha salões, teatro, quartos e um pequena capela. Enquanto o último piso conta com duas salas e espaços de serviço. Possui escadas de serviço, portas ornamentadas e tetos em estuque ricamente trabalhados com decoração exuberante de motivos fitomórficos, nomeadamente na sala de jantar com frutos tropicais.